# Banovo Polje
Banovo Polje (srbsky Баново Поље) je vesnice v západní části Srbska, administrativně spadající pod opštinu Bogatić. Nachází se východně od řeky Driny a jižně od řeky Sávy u hranice s Bosnou a Hercegovinou. Její okolí je rovinaté, tvoří jej kulturní intenzivně zemědělsky využívaná krajina. V roce 2011 zde žilo 1362 obyvatel.
Z národnostního hlediska je obyvatelstvo většinově srbské národnosti (75 %). Na rozdíl od okolních sídel se vesnice rozvinula okolo slepých ramen řeky Driny, resp. Sávy, a proto má nepravidelnou silniční síť. Později byla slepá ramena vysušena a namísto nic vznikla rozsáhlá pole. Ve vesnici stojí kostel sv. proroka Eliáše, který patří Srbské pravoslavné církvi. Obec má také vlastní kulturní dům.
Jediná silniční komunikace, která vsí prochází, vede z vesnice Mačvanska Mitrovica do obce Badovinci.